# Грозавешти (Дамбовица)
Грозавешти (рум. Grozăvești) насеље је у Румунији у округу Дамбовица у општини Корбиј Мари. Oпштина се налази на надморској висини од 142 m.

## Прошлост
У месту је у другој половини 19. века српски богаташ "Капетан Миша" - Миша Анастасијевић имао у власништву велико поље, за испашу стоке. Он је  тада становник оближњег спахилука Клежани.

## Становништво
Према подацима из 2002. године у насељу је живело 2003 становника.

### Попис2002.
| Расподела становништва по националности 2002.‍ | Расподела становништва по националности 2002.‍ | Расподела становништва по националности 2002.‍ | Расподела становништва по националности 2002.‍ | Расподела становништва по националности 2002.‍ |
| --------------------------------------------- | --------------------------------------------- | --------------------------------------------- | --------------------------------------------- | --------------------------------------------- |
|                                               |                                               |                                               |                                               |                                               |
| Румуни                                        | Румуни                                        |                                               | 1.771                                         | 88,4%                                         |
| Роми                                          | Роми                                          |                                               | 232                                           | 11,6%                                         |